# 小寺高友
小寺高友（1525年2月4日—1594年），日本戰國時代至安土桃山時代的武將。著名茶人，休夢齋之名廣為人知。父親是黑田重隆。

## 生平
在大永5年（1525年）於龍野出生。一時間改名為恒屋安藝守，並進入播磨國砥堀山城。永祿年間，出家剃髪並居住在增位山地藏院，法號是休夢齋善慶。後來移至雲照院。元龜4年（1573年），在別所氏攻擊增位山時，受到兄長職隆等支援，再加上志方城城主櫛橋氏和野口城城主長井氏等仲介，於是達成和睦。
此後，跟隨職隆的兒子孝高，參與三木合戰等戰事。不久後，成為孝高所仕的羽柴秀吉的御伽眾，在晩年亦曾被邀請參加茶會。
在文祿3年（1594年）3月死去。

## 人物、逸話
- 作為文化人（特別是茶人）而相當著名。天正15年（1587年），受正在遠征九州的豐臣秀吉邀請，參加在濱（現今九州大學馬出校園內）的茶會。此時，受秀吉之命的千利休，在松樹上綁著鎖鏈，懸掛著「雲龍之小釜」，再收集白砂上的松葉，然後煮水。

- 平成26年（2014年）8月，在姬路市增位山的随願寺（日语：随願寺）地藏院（日语：地蔵院）跡地中，發現有刻著「善慶」的供養塔。

- 雖然在『寬政重修諸家譜』等史料中記錄為黑田氏（黑田高友、黑田休夢）（出生時間不明），不過並沒有以黑田氏為姓的跡象。本來，黑田一門是因為休夢的兄長職隆受主君小寺政職下賜才改姓小寺氏（日语：小寺氏），在政職沒落後，姪兒孝高最先改為黑田姓。而在休夢死去的前年（文祿2年（1593年）1月15日），於『宗湛日記』中記載為「小寺休夢」，可見是與本家不同，直到晩年仍用小寺姓。

## 登場作品
電視劇
- 『軍師官兵衛』（NHK大河劇，2014年，演員：隆大介）

## 外部連結
- 武家家伝＿黒田氏 （页面存档备份，存于）